# Саут-Пойнт (мыс)
Са́ут-Пойнт (Саут-Ист-Пойнт) — мыс, самая южная точка Австралийского континента, расположенная на северной стороне Бассова пролива. Также этот мыс является самой южной точкой полуострова Вильсонс-Промонтори.
Мыс является частью национального парка Уилсонс-Промонтори штата Виктория.
С мыса открывается вид на неприступный остров Родондо, который находится в 10 километрах и уже принадлежит Тасмании, так как расположен южнее линии разграничения 39°12' южной широты. Расстояние от мыса Саус-Пойнт до Антарктиды по прямой составляет около 4000 км. 